# Gryka zwyczajna

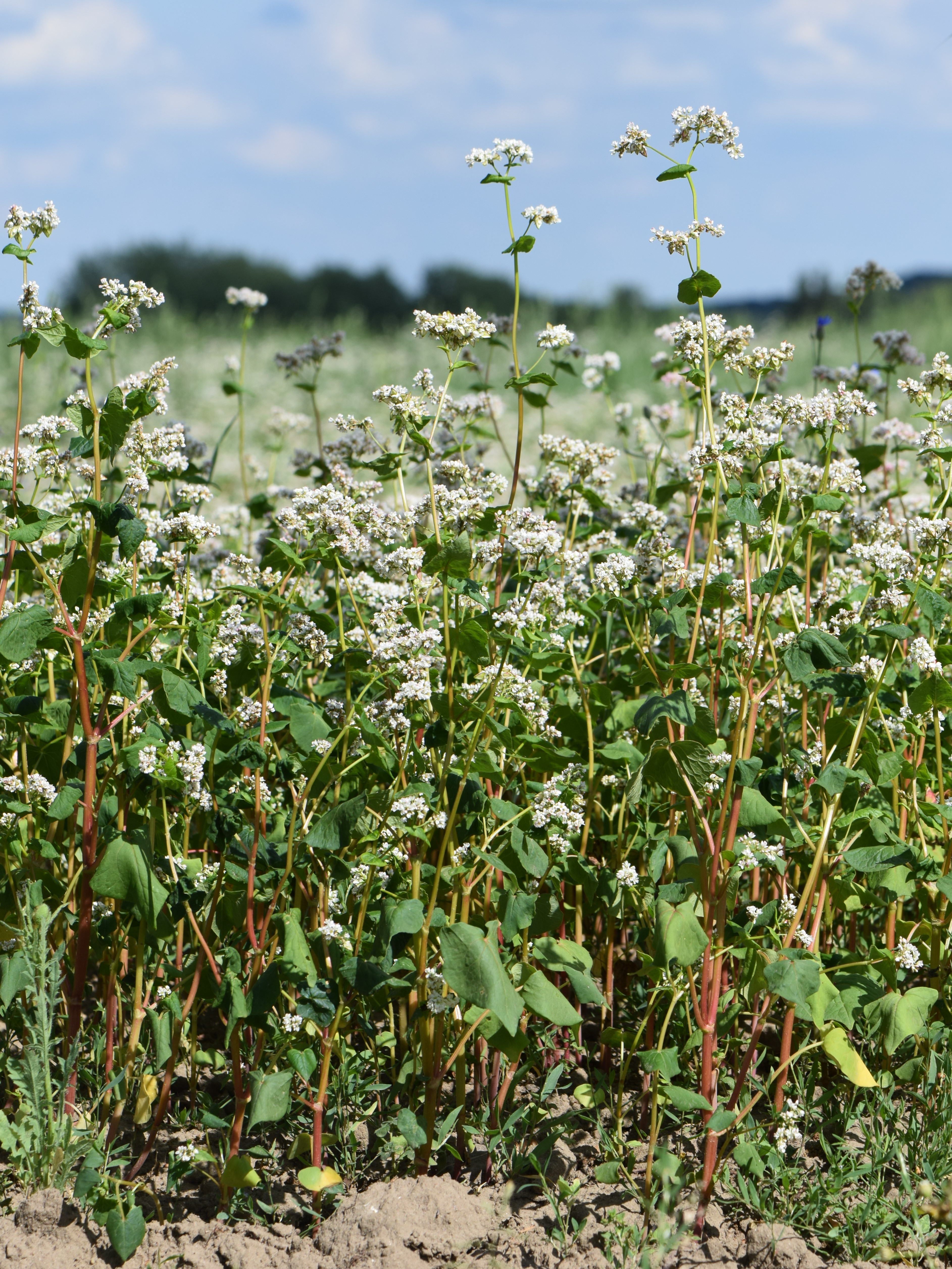
Pokrój

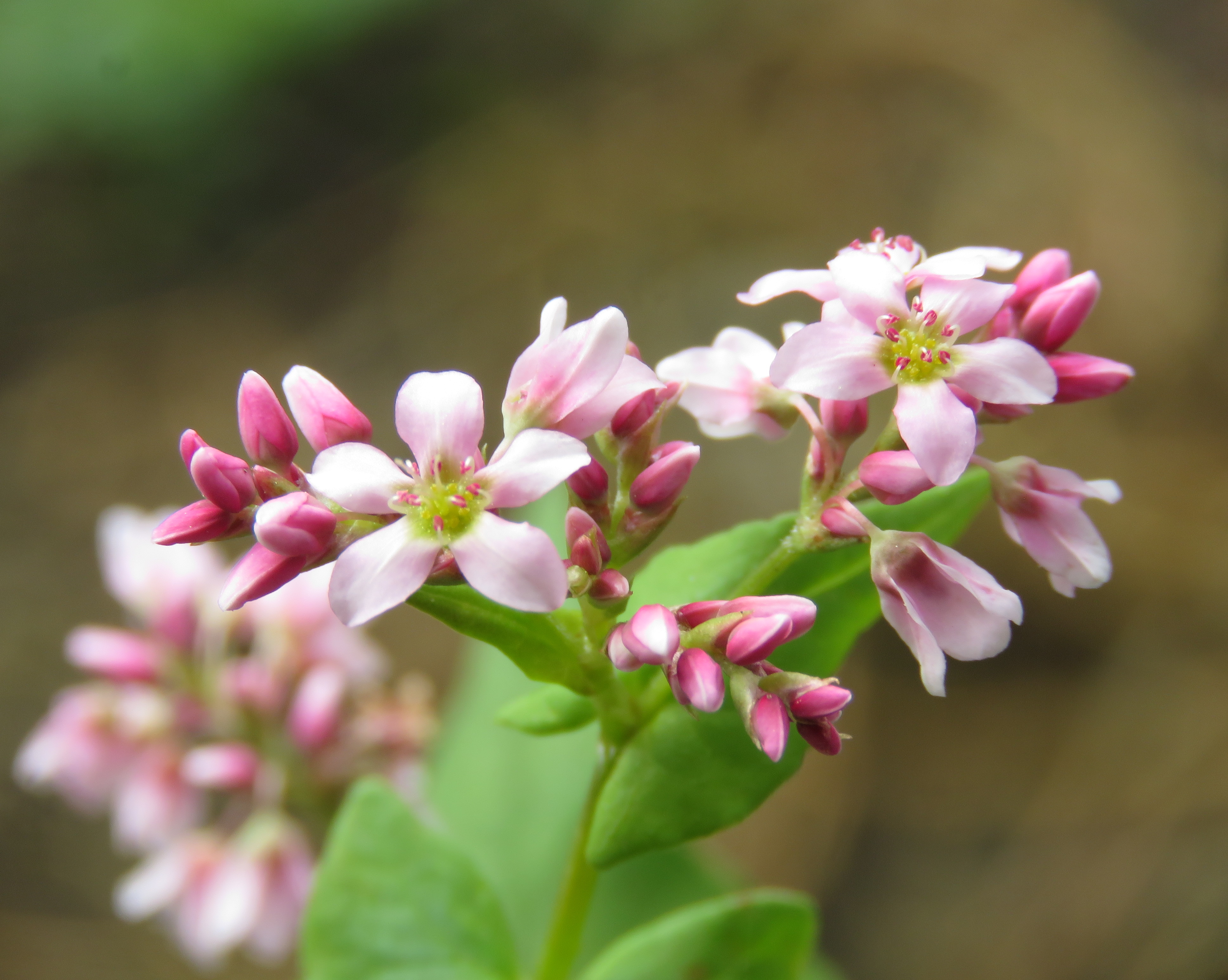
Kwiatostan

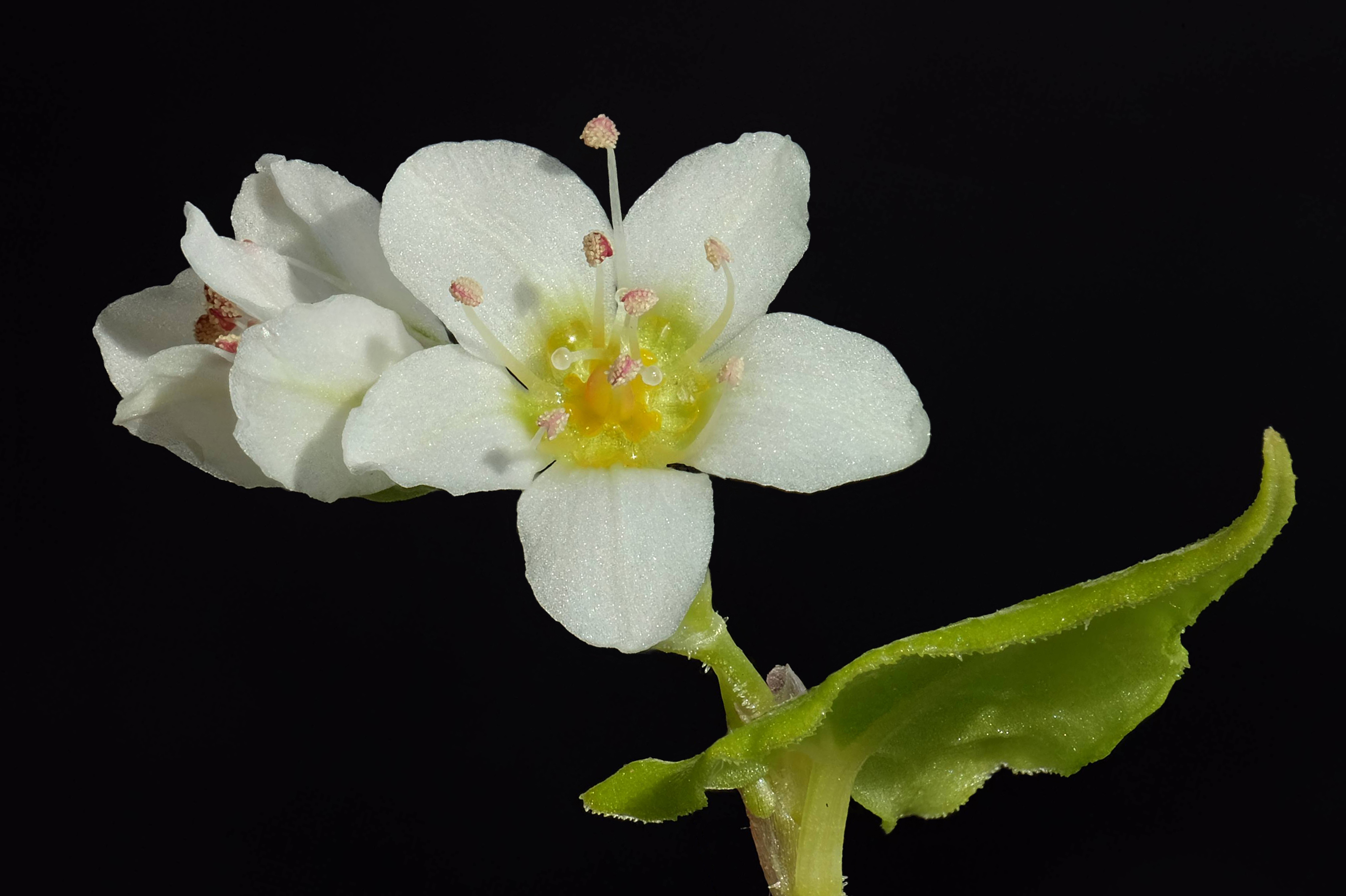
Kwiat

Gryka zwyczajna (Fagopyrum esculentum Moench) – gatunek rośliny z rodziny rdestowatych. Występuje w klimacie umiarkowanym. Pochodzi ze wschodniej i środkowej Azji. W Polsce jest gatunkiem uprawianym, czasami przejściowo dziczejącym (efemerofit, archeofit).

## Morfologia
ŁodygaWalcowata, wewnątrz pusta, lekko podłużnie prążkowana, brunatnawozielona lub czerwonawa, o średnicy około 2–6 mm. Zgrubiała w międzywęźlach.
LiścieUstawione są skrętolegle i mają błoniaste, pochwiaste przylistki. Powierzchnia jest gładka z wyjątkiem okolicy przylistków, gdzie zdarzają się krótkie, białe włoski. Liście są ciemnozielone, jaśniejsze na stronie spodniej, o szerokości do 7 cm i długości do 11 cm, kształtu strzałkowatego lub sercowatego. Są prawie pięcioboczne z 2 szeroko zaokrąglonymi łatkami. Dolne liście są ogonkowe a górne siedzące lub obejmujące łodygę. Blaszka liściowa jest gładka i na brzegu lekko falista i postrzępiona, z drobnymi czerwonawobrunatnymi wyrostkami. Podobne wyrostki występują na nerwach na górnej powierzchni.
KwiatyZ ośmioma pręcikami i jednym trzyszyjkowym słupkiem. Okwiat biały, poprzez różowy do czerwonego, pięciodziałkowy. Kwiaty wonne, jak cała roślina i owoce.
OwocNiełupka o piramidalnym kształcie.
Gatunki podobneGryka japońska (F. sagittatum var. emarginatum) – uprawiana głównie w Azji Północnej.

## Biologia i ekologia
Roślina jednoroczna. Kwitnie od lipca do sierpnia, jest obcopylna. Najważniejsi zapylacze to pszczoły i muchówki.

## Zastosowanie

### Roślina lecznicza,wartości odżywcze
Wartości odżywcze ziarnaNasiona gryki zawierają od 10 do 16% białka w zależności od strefy uprawy (im cieplej tym większa zawartość białka). Są one uważane za bardziej wartościowe niż białka zbóż, a zbliżone wartością i strawnością do białek roślin strączkowych.
Surowiec zielarskiZiele gryki (Fagopyri herba) – całe lub połamane nadziemne części, zebrane we wczesnym okresie kwitnienia przed owocowaniem i natychmiast wysuszone. Surowiec zawiera minimum 3,0% rutyny. Liście gryki stosuje się w leczeniu żylaków (w tym również hemoroidów) nadciśnienia tętniczego (pomocniczo), krwawień z nosa i przewodu pokarmowego, a przede wszystkim dla wzmocnienia naczyń włosowatych.
Skład chemiczny zielaFlawonoidy: głównie rutyna (witamina P) do 5% zawartości (dawniej główne źródło jej pozyskiwania, stosowana jako lek rozszerzający naczynia), kwercetyna, hiperozyd, katechina, procyjanidyny. Także kwasy organiczne: galusowy, kawowy, protokatechonowy i chlorogenowy.

### Sztuka kulinarna
Z ziaren gryki zwyczajnej wytwarza się następujące półprodukty spożywcze:
- kasza gryczana,
- mąka gryczana,
- płatki gryczane,
- otręby gryczane.

W kuchni polskiej wykorzystuje się głównie kaszę gryczaną, rzadziej mąkę. W Indiach traktowana jest jako zboże chlebowe, w Chinach i Japonii mąka gryczana jest podstawową mąką lub dodatkiem do produkcji makaronów. Ze skrobi gryczanej przyrządza się memilmuk – odmianę muk (koreańska potrawa o galaretowatej konsystencji). We Francji mąka gryczana stanowi podstawowy składnik tradycyjnych naleśników bretońskich (Galettes). Pędy gryki lub same liście używane są w niektórych rejonach Azji jako jarzyna

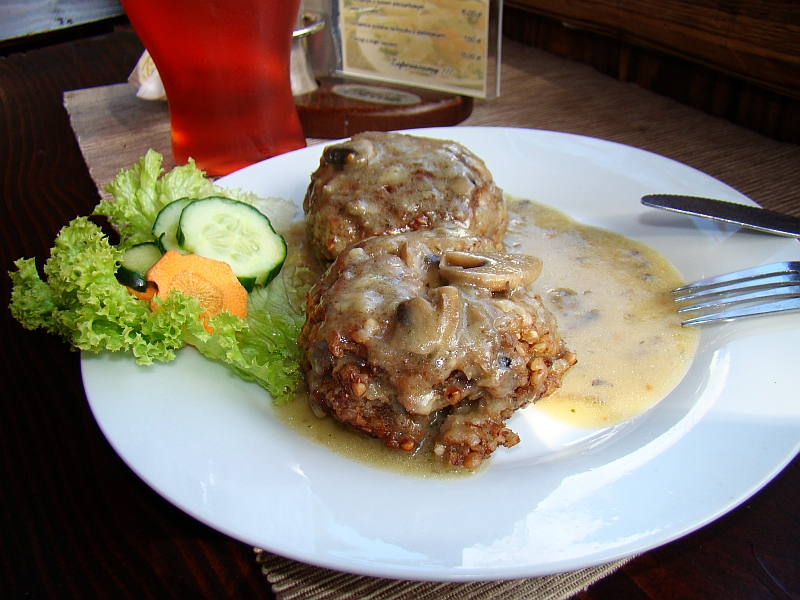
Hreczki z kaszy gryczanej
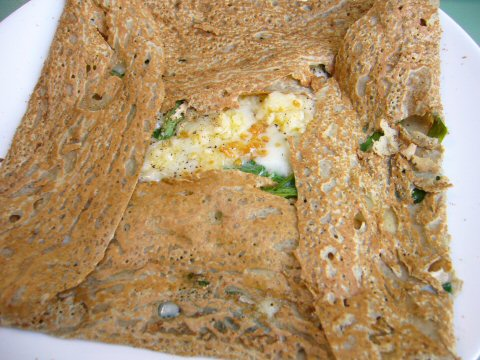
Bretońskie naleśniki z mąki gryczanej
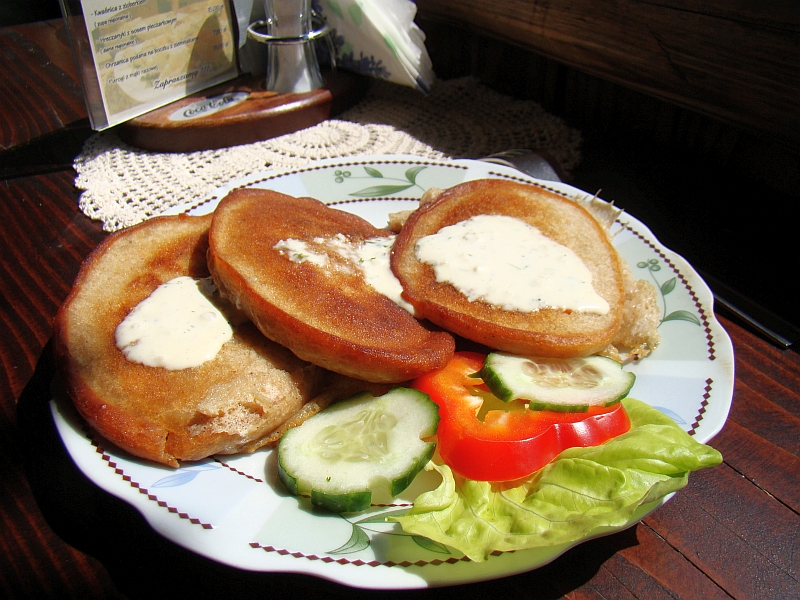
Bliny z mąki gryczanej
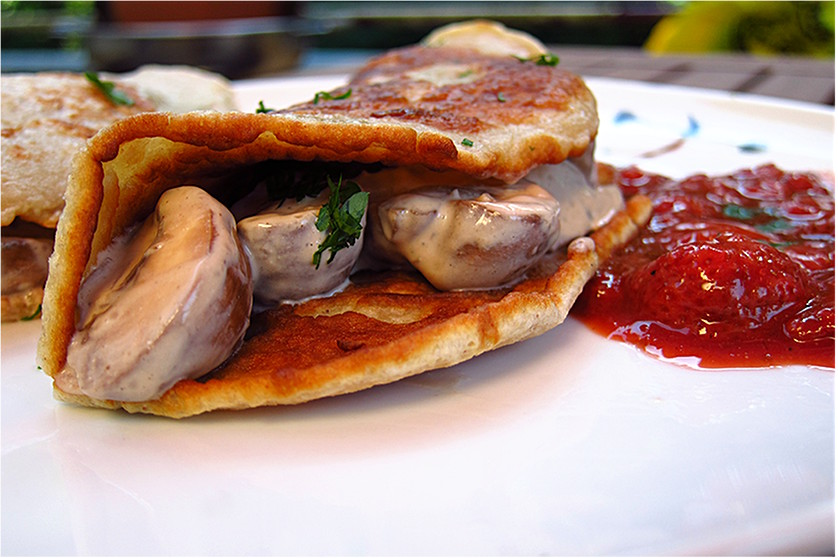
Popularne w Niemczech naleśniki z mąki gryczanej

### Roślina paszowa
Odpady z przerobu „ziarna” (łuski i pył) są cennym dodatkiem do pasz. Plewy i słoma wartością pokarmową zbliżone są do zbóż jarych, ale nie wolno ich używać do skarmiania białych zwierząt, u których powoduje tzw. gryczaną wysypkę – ziele gryki zawiera naftodiantron, czynnik powodujący uczulenie na światło (fagopiryzm). Zjadana przez zwierzęta o białej lub pstrej sierści wywołuje u nich pod wpływem słońca zapalenie skóry.

### Sadownictwo
Suche łęty gryczane w czasie spalania wydzielają duże ilości dymu, co wykorzystuje się w sadownictwie do zadymiania kwitnących sadów w okresach wiosennych przymrozków.

### Roślina miododajna
Miód gryczany należy do grupy miodów nektarowych (kwiatowych). Gryka może dać 60–100 kg pożytku z ha.

## Uprawa

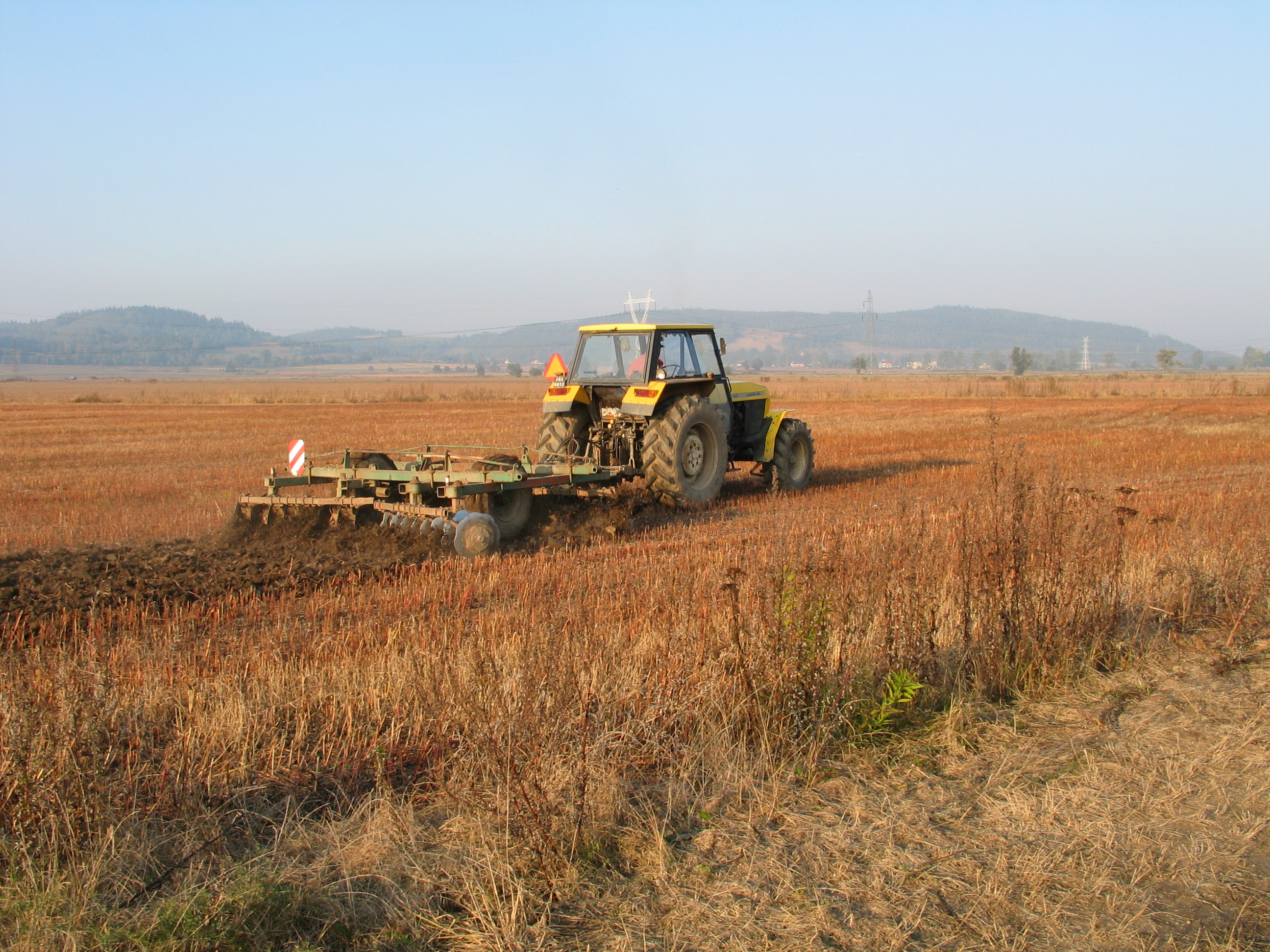
Talerzowanie ścierniska po uprawie gryki

Na świecie najwięcej gryki uprawia się w Rosji, Chinach, na Ukrainie oraz w Stanach Zjednoczonych i Kanadzie, gdzie jest traktowana głównie jako roślina pastewna. W Polsce głównym regionem upraw są okolice Janowa Lubelskiego, szczególnie gmina Godziszów, która jest zagłębiem gryczanym.
Historia uprawy. Grykę zaczęto uprawiać ok. 2000 r. p.n.e. w górskich rejonach płn. Indii (dziś częściowo Pakistan). Stamtąd uprawa zawędrowała do Chin, Korei i Japonii, jednocześnie rozpowszechniając się w Azji Środkowej. Kaszę gryczaną znali już Hunowie, ale jako koczownicy nie wprowadzili jej uprawy do Europy. Gryka w Europie środkowej była znana już w neolicie. W XIII-XIV wieku jej uprawa rozpowszechniła się na zachód Europy.
|                   | powierzchnia upraw [ha] | powierzchnia upraw [ha] | powierzchnia upraw [ha] | powierzchnia upraw [ha] | Plony [kilogram/ha] | Plony [kilogram/ha] | Plony [kilogram/ha] | Plony [kilogram/ha] | Produkcja [tony] | Produkcja [tony] | Produkcja [tony] | Produkcja [tony] | Nasiona [tony] | Nasiona [tony] |
| Państwa           | 2005                    |                         | 2007                    |                         | 2005                |                     | 2007                |                     | 2005             |                  | 2007             |                  | 2005           |                |
| ----------------- | ----------------------- | ----------------------- | ----------------------- | ----------------------- | ------------------- | ------------------- | ------------------- | ------------------- | ---------------- | ---------------- | ---------------- | ---------------- | -------------- | -------------- |
| Rosja             | 833 600                 |                         | 1 305 000               |                         | 726,5               | e                   | 770,0               | e                   | 605 640          |                  | 1 004 850        |                  | 69 500         | s              |
| Chiny             | 834 000                 | e                       | 900 000                 | e                       | 899,2               |                     | 888,8               |                     | 750 000          | e                | 800 000          | e                | 87 570         | e              |
| Ukraina           | 396 200                 |                         | 237 000                 |                         | 693,3               | e                   | 675,1               | e                   | 274 700          |                  | 160 000          |                  | 20 500         | s              |
| Francja           | 36 593                  |                         | 32 945                  |                         | 3 394,5             | e                   | 35 55,8             | e                   | 124 217          |                  | 117 148          |                  | 3293           | e              |
| Polska            | 67 531                  |                         | 90 000                  | e                       | 1 067,5             | e                   | 977,7               | e                   | 72 096           |                  | 88 000           | e                | 5500           | e              |
| Kazachstan        | 55 000                  |                         | 142 600                 |                         | 1 054,5             | e                   | 561,0               | e                   | 58 000           | s                | 80 000           | e                | 3200           | s              |
| Stany Zjednoczone | 65 000                  | e                       | 68 000                  | e                       | 1 000,0             | e                   | 10 00,0             | e                   | 65 000           | e                | 68 000           | e                | 2600           | e              |
| Brazylia          | 46 000                  | e                       | 48 000                  | e                       | 1 086,9             | e                   | 10 83,3             | e                   | 50 000           | e                | 52 000           | e                | 2760           | e              |
| Japonia           | 44 700                  |                         | 44 600                  | e                       | 697,9               | e                   | 762,3               | e                   | 31 200           |                  | 34 000           | e                | 1341           | e              |
| Litwa             | 28 400                  |                         | 21 700                  |                         | 552,8               | e                   | 963,1               | e                   | 15 700           |                  | 20 900           |                  | 2500           | e              |
| Białoruś          | 7106                    |                         | 11 500                  |                         | 1 022,7             | e                   | 11 30,4             | e                   | 7268             |                  | 13 000           |                  | 1000           | e              |
| Łotwa             | 10 400                  |                         | 13 000                  | e                       | 951,9               | e                   | 630,7               | e                   | 9900             |                  | 8200             | e                |                |                |
| Bhutan            | 4500                    | e                       | 4600                    | e                       | 1 488,8             | e                   | 14 78,2             | e                   | 6700             |                  | 6800             | e                | 360            | e              |
| Korea Południowa  | 2257                    |                         | 2650                    | e                       | 993,7               | e                   | 11 32,0             | e                   | 2243             |                  | 3000             | e                | 90             | e              |
| Kanada            | 4000                    |                         | 2000                    |                         | 1 150,0             | e                   | 11 50,0             | e                   | 4600             |                  | 2300             |                  | 300            | e              |
| Czechy            | 1000                    | e                       |                         |                         | 2 000,0             | e                   |                     |                     | 2000             | e                |                  |                  | 26             | e              |
| Słowenia          | 811                     |                         | 809                     |                         | 1 791,6             | e                   | 940,6               | e                   | 1453             |                  | 761              |                  | 52             | e              |
| Węgry             | 752                     |                         | 800                     | e                       | 615,6               | e                   | 500,0               | e                   | 463              |                  | 400              | e                | 60             | e              |
| Estonia           | 676                     |                         | 314                     |                         | 717,4               | e                   | 955,4               | e                   | 485              |                  | 300              |                  |                |                |
| Słowacja          | 461                     |                         | 500                     | e                       | 887,2               | e                   | 600,0               | e                   | 409              |                  | 300              | e                |                |                |
| Mołdawia          | 2811                    |                         | 7200                    | e                       | 342,9               | e                   | 41,6                | e                   | 964              |                  | 300              | e                | 252            | e              |
| Kirgistan         | 378                     |                         | 600                     | e                       | 917,9               | e                   | 833,3               | e                   | 347              |                  | 500              | e                |                |                |
| Południowa Afryka | 1000                    | e                       | 1000                    | e                       | 300,0               | e                   | 300,0               | e                   | 300              | e                | 300              | e                | 65             | e              |
| Chorwacja         | 45                      | e                       |                         |                         | 3 111,1             | e                   |                     |                     | 140              | e                |                  |                  | 2              | e              |
| Gruzja            | 100                     | e                       | 100                     | e                       | 1 000,0             | e                   | 10 00,0             | e                   | 100              | s                | 100              | e                |                |                |
| Świat             | 2 443 321               | a                       | 2 934 918               | a                       | 852,9               | e                   | 8 38,5              | e                   | 2 083 925        | a                | 2 461 159        | a                | 200 974        | a              |